# Dinochloa albociliata
Dinochloa albociliata är en gräsart som beskrevs av Elizabeth A. Widjaja. Dinochloa albociliata ingår i släktet Dinochloa och familjen gräs. Inga underarter finns listade i Catalogue of Life.